# Davis Wade Stadium
O Davis Wade Stadium é um estádio localizado em Starkville, Mississippi, Estados Unidos, possui capacidade total para 61.337 pessoas, é a casa do time de futebol americano universitário Mississippi State Bulldogs football da Universidade Estadual do Mississippi. O estádio foi inaugurado em 1914 em substituição ao Hardy Field.